# 医院信息系统
医院信息系统，亦称医院管理信息系统，是指利用计算机软硬件技术、网络通信技术等现代化手段，对医院及其所属各部门的人流、物流、财流进行综合管理，对在医疗、诊断活动各阶段产生的数据进行采集、储存、处理、提取、传输、汇总、加工生成各种信息，从而为医院的整体运行提供全面的、自动化的管理及各种服务的信息系统。系统子模块包括挂号、收费、药房、住院医嘱、住院病历、药库等相关科室系统。